# Луїза Генрієтта Оранська
Луїза Генрієтта Оранська (нід. Louise Henriëtte van Oranje; 7 грудня 1627 — 18 червня 1667) — нідерландська принцеса з Оранської династії, донька штатгальтера Голландії Фредеріка Генріка Оранського та принцеси Амалії Сольмс-Браунфельської, дружина правителя Бранденбурґа-Пруссії Фрідріха Вільгельма Гогенцоллерна, матір першого короля Пруссії Фрідріха I.

## Біографія

### Молоді роки
Луїза Генрієтта народилась 7 грудня 1627 року в Гаазі. Вона була другою дитиною та старшою донькою в родині штатгальтера Голландії, Зеландії, Утрехта, Гельдерна й Оверейссела Фредеріка Генріка Оранського та його дружини Амалії Сольмс-Браунфельської. Мала старшого брата Віллема. Сім'я згодом поповнилася чотирма молодшими доньками. Ще троє дітей померли після народження.

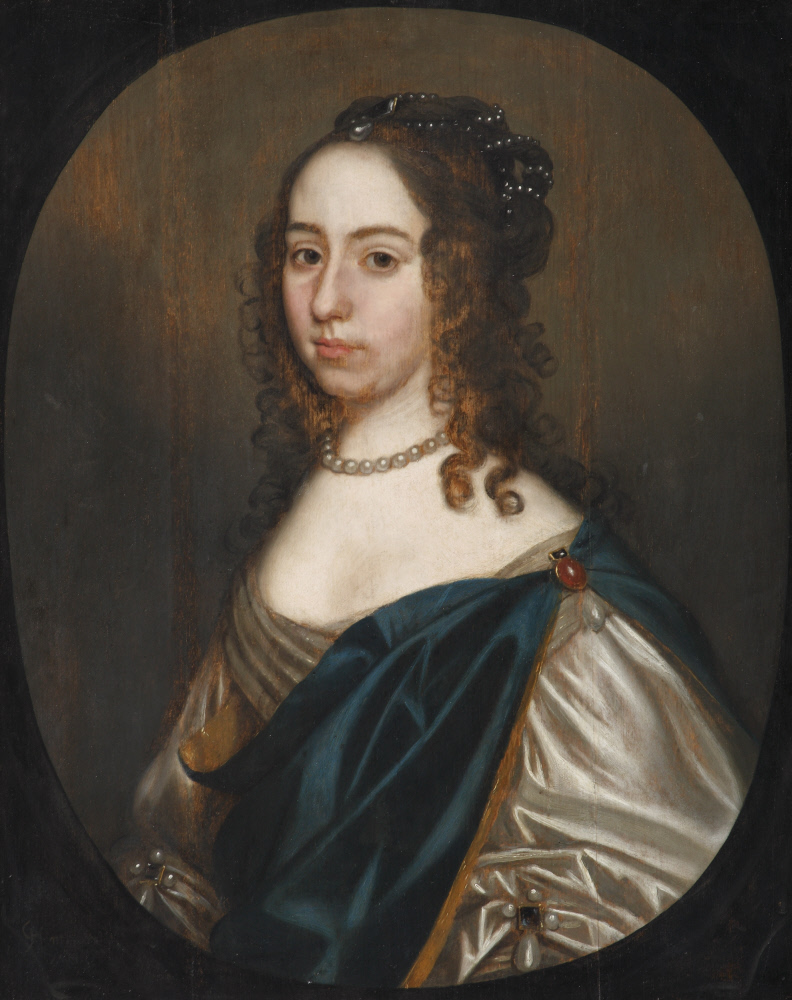
Портрет Луїзи Генрієтти пензля Герріта ван Гонтгорста

Матір зробила двір у Гаазі європейським центром мистецтв, активно займалася політикою. Луїза Генрієтта зростала при дворі, отримала кальвіністське виховання. Багато часу проводила зі своїми кузинами: богемськими принцесами, доньками курфюрста Пфальцу Фрідріха V та Єлизавети Стюарт. Зі старшою з них, Єлизаветою, вона товаришувала все життя.
Як старша донька, Луїза Генрієтта мала велику вагу у шлюбній політиці батьків. Навесні 1641 року їм вдалося одружити сина з британською принцесою Марією. Шлюб Луїзи Генрієтти з Гендріком Казимиром Нассау, графом Нассау-Діца, не відбувся через загибель останнього на війні. Це було на руку її матері, які прагла в чоловіки доньці кандидата королівського походження. Амалії вдалося домовитися про її шлюб із курфюрстом Бранденбурґа-Пруссії Фрідріхом Вільгельмом Гогенцоллерном. Оскільки брат потенційної нареченої мав за дружину принцесу з британського королівського дому, вона стала для нього прийнятним варіантом. Сама Луїза була закохана у свого кузена, французького принца Анрі Шарля де Тремуя, який перебував на службі у голландському війську та залицявся до неї. Батько принцеси не суперечив шлюбу з французом, однак матір була категорично проти й всіляко намагалася розлучити закоханих. Оприлюднивши листування молодих людей, вона запевнила чоловіка у небажаності їхнього союзу. Луїза Генрієтта висловлювалася проти ролі пішака в руках династії, заявляючи про своє бажання бути мертвою або простою селянкою, щоб самою обирати чоловіка. Не зважаючи на її протиборство, шлюб із бранденбурзьким курфюрстом було укладено.

### Шлюбне життя
На свій 19 день народження Луїза Генрієтта стала дружиною 26-річного курфюрста Бранденбурга-Пруссії Фрідріха Вільгельма Гогенцоллерна. Вінчання відбулося 7 грудня 1646 у палаці Нордейнде. У перші роки шлюбу молодята жили в Клеве. У 1648 році, уже після народження первістка, переїхали до Бранденбурґа. Усього в подружжя було шестеро дітей
Про відносини подружжя відомо досить мало. Німецькі історики змальовують шлюб як гармонійний. Луїза Генрієтта супроводжувала чоловіка в походах, подорожувала з ним між Гаагою, Кеніґсберґом, Берліном і Клеве, бувала з ним на полі битв у Польщі та Данії. Змальовувалася як доброзичлива та ніжна жінка з гострим розумом. Під час війни докладала зусиль, аби пом'якшити шкоду для суспільства. Виступала як політичний радник і була описана як прагматик. Листувалася з королевою Польщі Марією Луїзою Ґонзаґою та домоглася укладення союзу з Польщею в обмін на визнання останньою Пруссії частиною Бранденбурґа.
У 1650 році курфюрстина вперше побувала в Бьотцові і сказала чоловікові, що він нагадує їй батьківщину. Фрідріх Вільгельм після цього відписав їй амт Бьотцов разом із прилеглими селами в довічне володіння. Луїза Генрієтта збудувала собі на цих землях заміську резиденцію в голландському стилі, зберігши в центральній будівлі корпус мисливського палацу. У 1652 році палац отримав назву ім'я «Оранієнбург». У 1655 році курфюрстина в'їхала до нього, але будівництво тривало. Луїза Генрієтта доручила архітектору Й. Г. Мемгардту закласти на прилеглій до палацу території типово голландський розважальний сад, прикрашений гротом, декоративними деревами, кущами та квітами. Улюбленою літньою резиденцією курфюрстини було колишнє Ленінське абатство.
Першою у Бранденбурзі вона стала вирощувати в саду картоплю та цвітну капусту. Крім того, під її керівництвом були створені сільськогосподарські проекти на основі голландських відповідних зразків, такі як молочна ферма, пивоварний завод, садівниче підприємство та проект із вівчарства. Мала ферми, збудовані власним коштом, куди запрошувалися голландські поселенці. До Оранієнбурга та Берліна запрошувалися голландські архітектори, ремісники та художники. Була відомою колекціонеркою творів мистецтва та власниця першої колекції порцеляни в Німеччині.
Після народження другого сина створила перший у Німеччині дитячий будинок. Брала участь у створенні та облаштуванні парку Люстґартен у Берліні.
Померла 18 червня 1667 року у Кьолльні-на-Шпреє. Похована у крипті Гогенцоллернів у Берлінському соборі.

## Родина

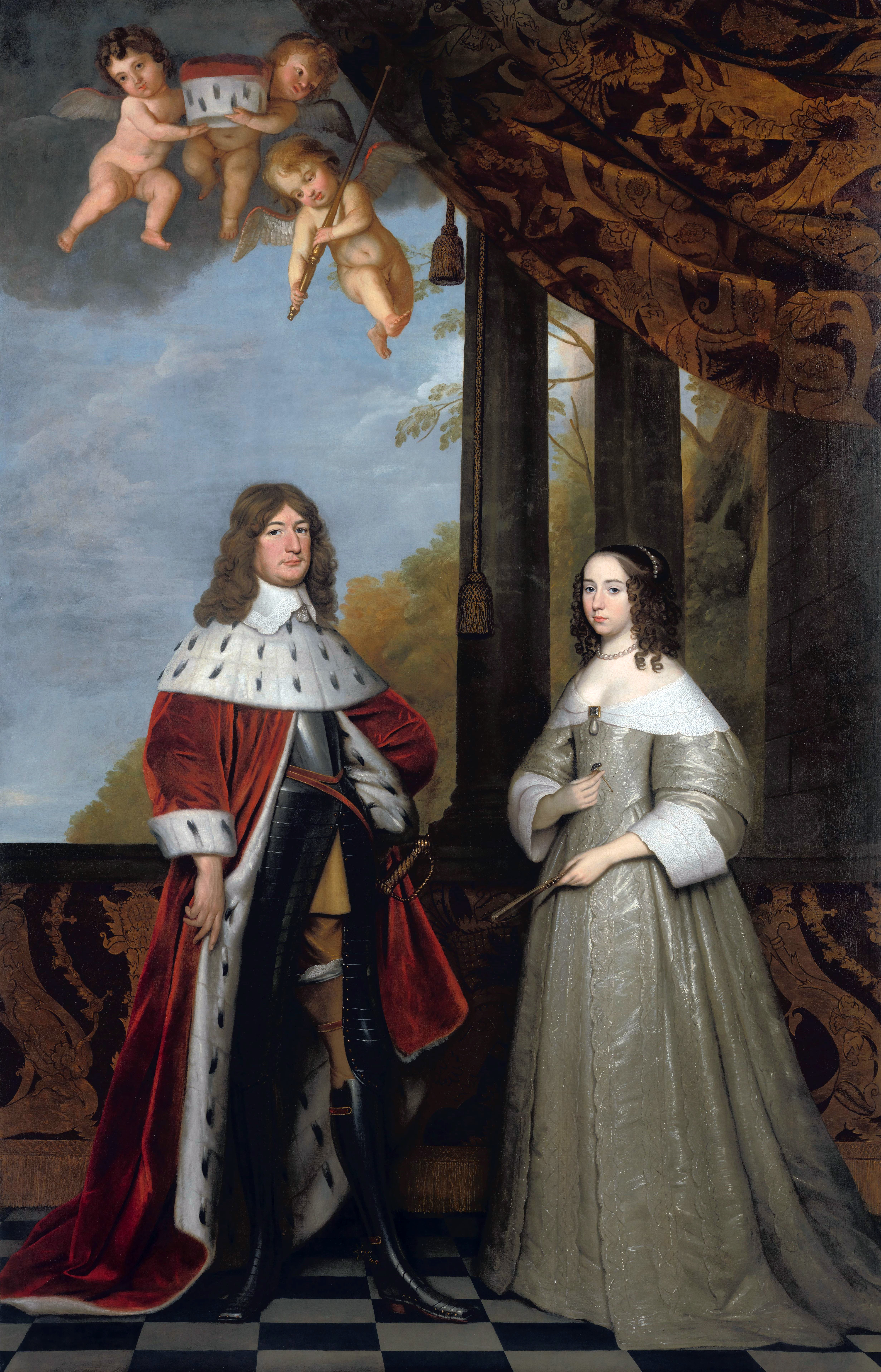
Портрет Луїзи Генрієтти із чоловіком, Герріт ван Гонтгорст, 1647, Рейксмузей

Чоловік — Фрідріх-Вільгельм, маркграф Бранденбурзький
Діти:
- Вільгельм Генріх (1648—1649) — прожив півтора року;
- Карл Еміль (1655—1674) — курпринц Бранденбурзький, одруженим не був, дітей не мав;
- Фрідріх (1657—1713) — король Пруссії у 1701—1713 роках, був тричі одруженим, мав трьох дітей;
- Амалія (1664—1665) — близнючка Генріха, прожила 2 місяці;
- Генріх (19—26 листопада 1664) — близнюк Амалії, прожив 1 тиждень;
- Людвіг (1666—1687) — був одруженим із литовською княжною Людовикою Кароліною Радзивілл, дітей не мав.